# Оксид гадолиния(III)
Оксид гадолиния(III) — бинарное неорганическое соединение
гадолиния и кислорода с формулой Gd2O3,
белые кристаллы,
не растворяется в воде.

## Получение
- Разложение нитрата гадолиния:

{\displaystyle {\mathsf {4Gd(NO_{3})_{3}\ {\xrightarrow {800-1000^{o}C}}\ 2Gd_{2}O_{3}+12NO_{2}+3O_{2}}}}
- Разложение оксалата гадолиния:

{\displaystyle {\mathsf {2Gd(C_{2}O_{4})\ \xrightarrow {800-1000^{o}C} \ Gd_{2}O_{3}+3CO+CO_{2}}}}

## Физические свойства
Оксид гадолиния(III) образует белые кристаллы, для которых известны две модификации:
- моноклинная сингония, пространственная группа C 2/m, параметры ячейки a = 1,408 нм, b = 0,3571 нм, c = 0,8764 нм, β = 100,03°, Z = 6, до температуры ≈2300°С.
- кубическая сингония, пространственная группа I a3, параметры ячейки a = 1,0819 нм, Z = 16, при температуре выше ≈2300°С.